# Piet de Zoete
Piet de Zoete (Hága, 1943. november 6. – 2023. május 28.) válogatott holland labdarúgó, középpályás.

## Pályafutása

### Klubcsapatban
1962 és 1974 között a Den Haag labdarúgója volt. 1968-ban hollandkupa-győztes volt a csapattal.

### A válogatottban
1966–67-ben három alkalommal szerepelt a holland válogatottban.

## Sikerei, díjai
Den Haag
- Holland kupa (KNVB beker)
  - győztes: 1968

## Statisztika

### Mérkőzései a holland válogatottban
| Hollandia | Hollandia            | Hollandia                     | Hollandia | Hollandia | Hollandia   | Hollandia    | Hollandia | Hollandia |
| #         | Dátum                | Helyszín                      | Hazai     | Eredmény  | Vendég      | Kiírás       | Gólok     | Esemény   |
| --------- | -------------------- | ----------------------------- | --------- | --------- | ----------- | ------------ | --------- | --------- |
| 1.        | 1966. szeptember 18. | Bécs, Práter Stadion          | Ausztria  | 2 – 1     | Hollandia   | barátságos   | -         | 79'       |
| 2.        | 1967. április 5.     | Lipcse, Zentralstadion        | NDK       | 4 – 3     | Hollandia   | Eb-selejtező | -         |           |
| 3.        | 1967. november 29.   | Rotterdam, Feijenoord Stadion | Hollandia | 3 – 1     | Szovjetunió | barátságos   | -         |           |
|           | Összesen             |                               |           | 3         | mérkőzés    |              | 0         | gól       |